# Symfonie Kroniek van een Beleg
Symfonie Kroniek van een Beleg (opus 92) is een symfonie gecomponeerd door Boris Tisjtsjenko in 1985. 
Tisjtsjenko componeerde gedurende zijn muzikale leven een aantal symfonieën; sommigen daarvan zijn genummerd (de stand in 2007 is 7), maar ook een aantal ongenummerde. Deze Symfonie Kroniek van een Beleg is er een van de laatste categorie. De componist wilde met deze symfonie refereren aan de verschrikkingen van oorlog in het algemeen en het beleg van Leningrad gedurende de Tweede Wereldoorlog in het bijzonder. De Compositie begint met de ontberingen waar die stad al voor het beleg mee te maken kreeg: Hongersnood. Volgens collegacomponist (en leraar) Dmitri Sjostakovitsj vernietigde niet Adolf Hitler Leningrad maar Jozef Stalin; Hitler hoefde het alleen maar af te maken. Na dit begin barst de ellende en herrie los. Tisjtsjenko heeft het werk geschreven voor groot symfonieorkest met uitgebreide slagwerksectie en geluidseffecten. Bombardementen, instortende gebouwen en paniek maken zich meester van de muziek. Daarna wisselen rustige en onrustige passages elkaar af. Soms klinkt de muziek heldhaftig, maar gelijk hol van binnen. Na weer zo'n uitbarsting wordt ineens een wals ingezet als gedachte aan betere tijden; of zijn het gedachten aan zijn leraar Sjostakovitsj, die ook al van die prachtige walsen kon componeren. De symfonie sluit dan af met een grandioze finale; maar ook hier geldt; men heeft niet verloren, van winst is geen sprake. Tegelijkertijd hoort men dat men eigenlijk niet weet wat men gewonnen heeft en staat men stil bij de verliezen die men heeft geleden. Als het zogenaamde slotakkoord verdwijnt komt ineens uit de stilte de wals weer naar voren. Het wordt nooit meer zoals het ooit geweest is.
De 36 minuten durende symfonie bestaat uit één deel en is gebaseerd op de soundtrack van een film van Yuri Voronov, Such a Long Winter uit 1984. De symfonie kent geen programma als zodanig, alle fragmenten sluiten op elkaar aan. Dit geeft de toestand van een beleg goed weer, dan weer is het totale oorlog en dan weer (relatief) rustig, maar ellendig blijft het.
Het is duidelijk te horen dat de symfonie geschreven is nadat de repressie van Sovjet-autoriteiten en de Componistenbond was opgeheven. De muziek klinkt modern en zou onder die instanties nooit goedgekeurd zijn voor uitvoering.

## Bron en discografie
- Uitgave Northern Flowers 9942; Leningrad Philharmonisch Orkest o.l.v. Andrei Chistiakov. Het is een opname uit het privébezit van de componist. Opvallend is de matige opnamekwaliteit; de opname dateert van 8 april 1985. Het is echter de enige verkrijgbare opname.